# Наніа Хасані (Аризона)
Наніа Хасані (навахо Naʼníʼá Hasání) — переписна місцевість (CDP) в США, в окрузі Коконіно штату Аризона. Населення — 734 особи (2020).

## Географія
Наніа Хасані розташована за координатами 35°51′11″ пн. ш. 111°25′43″ зх. д. / 35.85306° пн. ш. 111.42861° зх. д. (35.852962, -111.428716). За даними Бюро перепису населення США в 2010 році переписна місцевість мала площу 48,54 км², з яких 48,50 км² — суходіл та 0,04 км² — водойми.

## Демографія
Згідно з переписом 2010 року, у переписній місцевості мешкало 885 осіб у 249 домогосподарствах у складі 190 родин. Густота населення становила 18 осіб/км². Було 285 помешкань (6/км²).
Расовий склад населення:
| - 94,0 % — корінних американців - 2,5 % — білих |

До двох чи більше рас належало 2,7 %. Частка іспаномовних становила 4,1 % від усіх жителів.
За віковим діапазоном населення розподілялося таким чином: 29,5 % — особи молодші 18 років, 59,7 % — особи у віці 18—64 років, 10,8 % — особи у віці 65 років та старші. Медіана віку мешканця становила 29,7 року. На 100 осіб жіночої статі у переписній місцевості припадало 97,1 чоловіків; на 100 жінок у віці від 18 років та старших — 89,1 чоловіків також старших 18 років.
Середній дохід на одне домашнє господарство становив 40 456 доларів США (медіана — 35 000), а середній дохід на одну сім'ю — 42 875 доларів (медіана — 34 821). Медіана доходів становила 25 208 доларів для чоловіків та 22 375 доларів для жінок. За межею бідності перебувало 38,2 % осіб, у тому числі 50,4 % дітей у віці до 18 років та 25,9 % осіб у віці 65 років та старших.
Цивільне працевлаштоване населення становило 431 осіб. Основні галузі зайнятості: роздрібна торгівля — 28,3 %, мистецтво, розваги та відпочинок — 23,9 %, освіта, охорона здоров'я та соціальна допомога — 16,9 %, будівництво — 11,1 %.